# سورینو مینلی
سورینو مینلی (ایتالیایی: Severino Minelli; ۶ سپتامبر ۱۹۰۹ – ۲۳ سپتامبر ۱۹۹۴) بازیکن و مربی فوتبال اهل سوئیس بود.
از باشگاه‌هایی که در آن بازی کرده‌است می‌توان به باشگاه فوتبال سروت ۱۸۹۰، باشگاه فوتبال گراس‌هاپر زوریخ و باشگاه فوتبال زوریخ اشاره کرد.
وی همچنین در تیم ملی فوتبال سوئیس بازی کرده‌است.